# Hamhaugh Island
Hamhaugh Island ist eine Insel in der Themse, England, südlich des Shepperton Lock in Shepperton, Surrey. Die Insel ist historisch als Stadbury bekannt.

## Geographie
Die Insel liegt am südlichsten Punkt der Themse. Das Ufer des Flussbogens südlich der Insel wird als Hamhaugh Point bezeichnet. Die Insel ist fast rechteckig; 690 m lang und 100 bis 200 m breit. Es gibt eine kleine baumbestandene Fläche auf der Insel sowie Bootslagerplätze. Es stehen 46 Häuser auf der Insel. Die Insel ist zu Fuß über Shepperton Lock, Lock Island und ein Wehr zu erreichen. Ein weiteres Wehr verbindet die Insel mit dem Ufer am Hamm Point.

## Geschichte
Die Insel wurde geschaffen, in dem sie vom heutigen nördlichen Festland abgetrennt wurde. Schon nach kurzer Zeit wurde von ihr noch die nördlich von ihr gelegene Lock Island abgetrennt. Dies alles erfolgte, nachdem die nichtstädtischen Pfarreigrenzen festgelegt worden waren, und erklärt, warum angesichts der Breite des Kanals an ihrer Nordseite, der fast der Breite des Flusses an allen anderen Seiten entspricht, die Insel in der Pfarrei von Sheperton blieb.
Bevor ab 1805 die Themseschleusen flussabwärts gebaut wurden, wurde die Insel an verschiedenen Stellen überflutet, wenn starker Regen mit hohem Wasserstand und eine hohe Flut aufeinandertrafen. Dies war ähnlich auf der Penton Hook Island und Desborough Island, die ursprünglich auch Halbinseln waren. Mit den Veränderungen kam nicht nur zusätzlichen Wasseraufnahmekapazität, sondern die Kanäle fungierten auch als Umgehungen des ursprünglichen Flusses, die den Weg erheblich verkürzten.